# Nomada imbricata
Nomada imbricata är en biart som beskrevs av Smith 1854. Nomada imbricata ingår i släktet gökbin, och familjen långtungebin. Inga underarter finns listade i Catalogue of Life.

## Bildgalleri

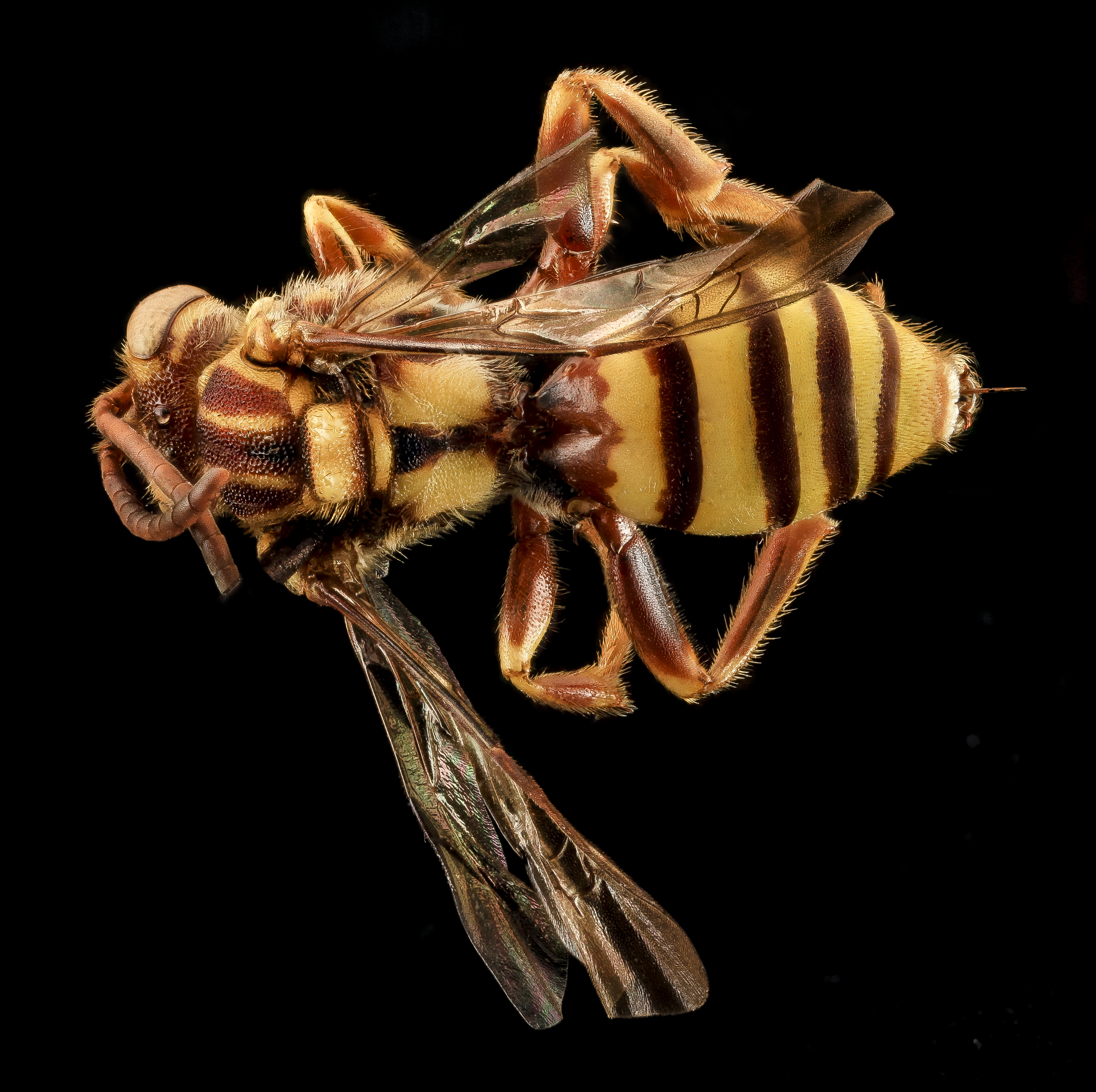
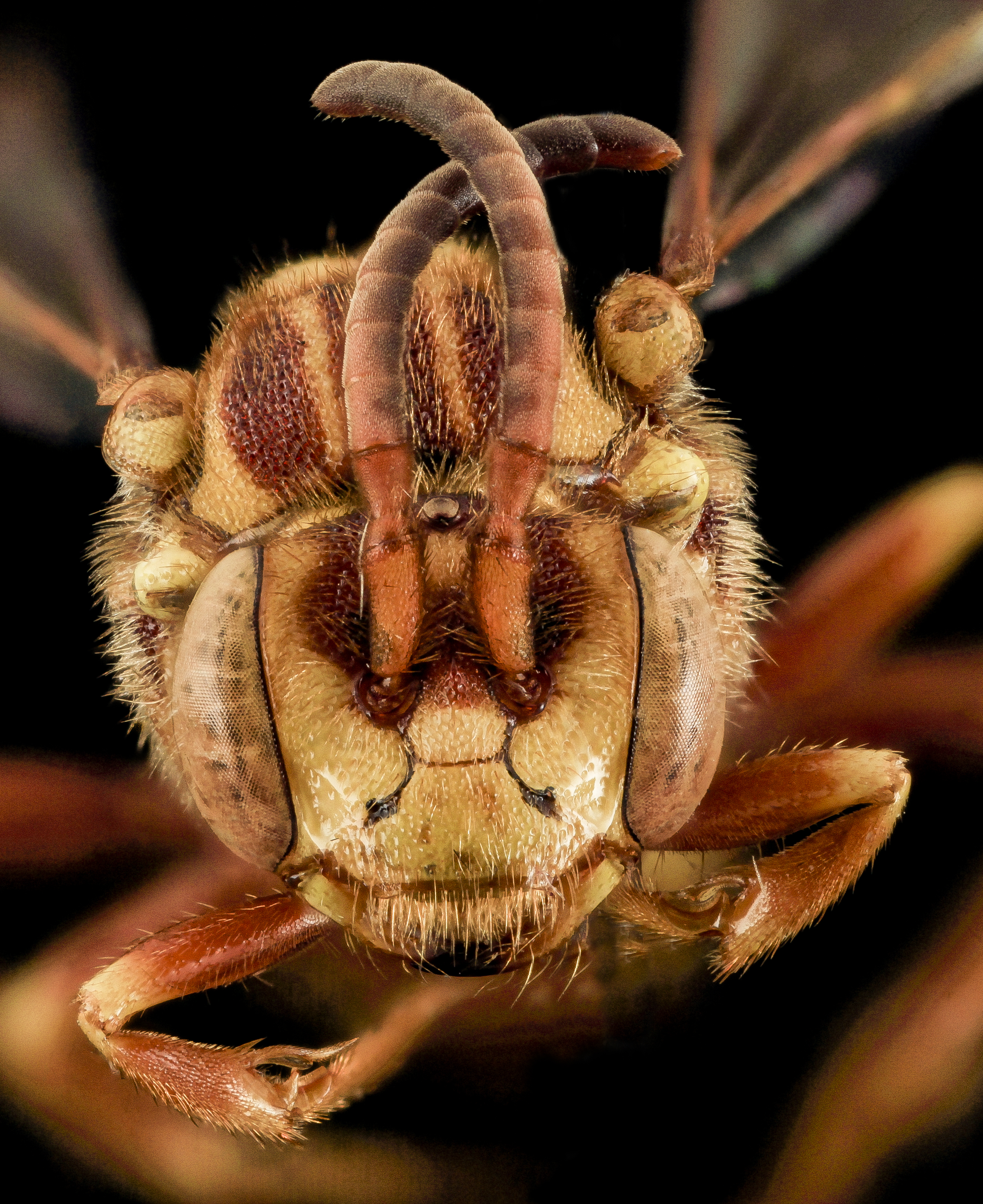